# Shelley Rudman

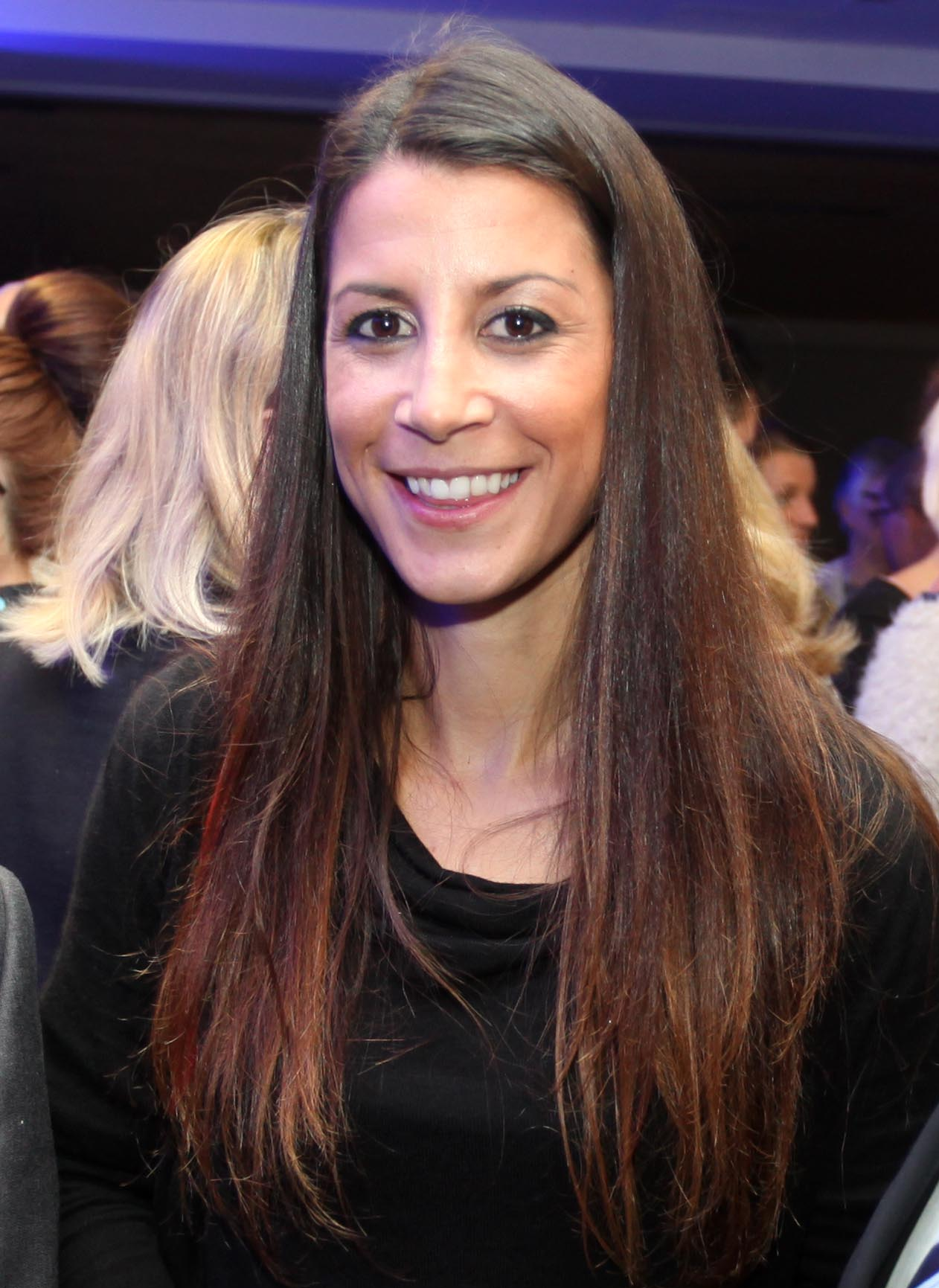
Shelley Rudman

Shelley-Marie Rudman  (Swindon, Inglaterra, 23 de março de 1981) é uma piloto de skeleton britânica. Ela conquistou uma medalha de prata olímpica em 2006.